# Stenomantini
Stenomantini – plemię modliszek z rodziny Nanomantidae i podrodziny Fulciniinae.

## Morfologia i zasięg
Modliszki o głównie brązowawym ubarwieniu. Ciało mają wydłużone i przystosowane budową do bytowania na korze drzew. Samcze genitalia w tej grupie uległy wtórnemu skomplikowaniu.
Przedstawiciele plemienia występują wyłącznie w krainie australijskiej.

## Taksonomia
Takson ten wprowadzony został przez Ermanna Giglio-Tosa w 1915 roku jako grupa Stenomantes w podrodzinie Iridopteriginae w obrębie modliszkowatych. Taką też klasyfikację autor ów podtrzymał w systemach z 1919 i 1927 roku. Anton Handrilsch w systemie z 1930 roku umieścił tę grupę w podrodzinie Mantinae. Takson nie był wyróżniany w systemach Luciena Choparda z 1949 roku, Maxa Beiera z 1964 roku czy Reinharda Ehrmanna i Rogera Roya z 2002 roku. Przywrócony został w systemie Christiana J. Schwarza i Roya z 2019 roku jako jedno z czterech plemion podrodziny Fulciniinae w obrębie rodziny Nanomantidae.
Do plemienia należy 11 opisanych gatunków, sklasyfikowanych w trzech rodzajach:
- Ciulfina Giglio-Tos, 1915
- Fulciniola Giglio-Tos, 1915
- Stenomantis Saussure, 1871